# Roland de Bonneville
Roland de Bonneville (* 11. August 1930; † 13. November 2007 in Dillingen/Saar) war ein französischer Manager.

## Leben
Roland de Bonneville war ab 1954 für die Dillinger Hütte tätig. Von 1974 an war er Finanzvorstand, ab 1989 Vorsitzender des Vorstandes der AG der Dillinger Hüttenwerke und der DHS – Dillinger Hütte Saarstahl AG.
1995 ging er in den Ruhestand. Gleichwohl war er Mitglied des Beratenden Ausschusses der Europäischen Gemeinschaft für Kohle und Stahl und Vorsitzender des Vereins von Aktionären der Aktien-Gesellschaft der Dillinger Hüttenwerke e.V. Er war langjähriger Präsident des Verband der Saarhütten und seit 1990 ehrenamtlicher Mitarbeiter, von 2002 bis zu seinem Tode Vizepräsident der Vereinigung der Saarländischen Unternehmensverbände e.V., von 1982 bis 1990 Präsident, anschließend Ehrenpräsident der Französische Außenhandelskammer in Deutschland (CCFA) sowie anderer Vereinigungen und Organisationen.
De Bonneville wurde zeitlebens als „Saarländer mit französischem Pass“ bezeichnet. Er engagierte sich insbesondere für die deutsch-französischen Beziehungen und war Gründer und langjähriger Präsident der Deutsch-Französischen Handelskammer.

## Ehrungen
- Ehrenbürger der Stadt Dillingen[1]
- Bundesverdienstkreuz 1. Klasse (27. Mai 2002)[2]
- Chevalier de Légion d’honneur